# دانشگاه پزشکی دولتی لوهانسک
دانشگاه پزشکی دولتی لوهانسک (به لاتین: Luhansk State Medical University) یک دانشگاه در اوکراین است که در لوهانسک واقع شده‌است.